# Teodozjusz (Jankowski)
Teodozjusz, imię świeckie Fiodor Wasiljewicz Jankowski, także spotykane formy Jankewicz, Iankowski (ur. 1696 w Wilnie, zm. 11 kwietnia?/22 kwietnia 1750) – biskup Rosyjskiego Kościoła Prawosławnego pochodzenia ukraińskiego.

## Życiorys
Był z pochodzenia Ukraińcem. W 1718 złożył wieczyste śluby mnisze w monasterze Św. Ducha w Wilnie, po czym został wyświęcony na hierodiakona. Dwa lata później wyjechał do Kijowa, by uczyć się w Kijowskiej Akademii Duchownej. Przez dwa lata był jej słuchaczem i zarazem członkiem wspólnoty Monasteru Kijowsko-Pieczerskiego. Od 1722 żył w Zmejewskim Monasterze w eparchii białogrodzkiej. W 1726 biskup białogrodzki Epifaniusz wyznaczył go na archidiakona soboru w Białogrodzie, zaś przed swoją śmiercią zasugerował jego kandydaturę na swojego następcę na katedrze. Do chirotonii hierodiakona Teodozjusza jednak nie doszło.
W 1737 mianowany przełożonym monasteru Trójcy Świętej w Achtyrce. Przed tym wydarzeniem został wyświęcony na kapłana. Po pięciu latach został przeniesiony do Ławry Troicko-Siergijewskiej jako jej przełożony. 10 marca 1745 został wyświęcony na biskupa petersburskiego i rewelskiego, po czym natychmiast otrzymał godność arcybiskupią. Jego awans w hierarchii cerkiewnej był wynikiem protekcji ze strony carowej Katarzyny II, która ceniła jego działalność jako przełożonego Ławry. W eparchii petersburskiej angażował się w budowę szeregu nowych cerkwi i klasztorów, dbał także o ich wyposażenie. Starał się podnieść poziom moralny duchowieństwa (np. walcząc z pijaństwem wśród księży) i jego poziom wykształcenia.
Mimo objęcia najbardziej prestiżowej katedry biskupiej w ówczesnym Rosyjskim Kościele Prawosławnym nie odgrywał znaczącej roli politycznej w państwie, nie został także członkiem Świątobliwego Synodu Rządzącego.
Zmarł w 1750 i został pochowany w cerkwi Zwiastowania w kompleksie Ławry Aleksandra Newskiego.